# Gwendolyn Peak
Gwendolyn Peak är en bergstopp i Antarktis. Den ligger i Västantarktis. Argentina, Chile och Storbritannien gör anspråk på området. Toppen på Gwendolyn Peak är 1 291 meter över havet, eller 11 meter över den omgivande terrängen. Bredden vid basen är 0,18 km. Gwendolyn Peak ingår i Princess Royal Range.
Terrängen runt Gwendolyn Peak är varierad. Trakten är obefolkad. Det finns inga samhällen i närheten. 